# (19139) Apian
(19139) Apian est un astéroïde de la ceinture principale.

## Description
(19139) Apian est un astéroïde de la ceinture principale. Il fut découvert par Freimut Börngen le 6 avril 1989 à Tautenburg. Il présente une orbite caractérisée par un demi-grand axe de 2,58 UA, une excentricité de 0,077 et une inclinaison de 8,02° par rapport à l'écliptique.
Il fut nommé en hommage au mathématicien et cartographe allemand Peter Apian (1495-1552) et qui réalisa des cartes du ciel.

## Compléments